# Soft Boiled
Soft Boiled er en amerikansk stumfilm fra 1923 instrueret af John G. Blystone.

## Medvirkende
- Tom Mix som Tom Steele
- Billie Dove
- Joseph W. Girard
- Lee Shumway
- Tom Wilson
- Frank Beal som John Steele
- Jack Curtis